# Пуфінур георгійський
Пуфінур георгійський (Pelecanoides georgicus) — вид буревісникоподібних птахів родини пуфінурових (Pelecanoididae).

## Поширення
Вид поширений в Антарктиці. Гніздиться великими колоніями на островах Південна Джорджія, Принс-Едуард, Крозе, Кергелен, Герд і Макдональд. Як залітний вид трапляється на Фолклендських островах та на південному сході Австралії.

## Опис
Невеликий птах завдовжки 18-22 см та вагою 90-150 г. Верхня частина тіла чорна, нижня — брудно-біла. Лапи блакитні.

## Спосіб життя
Мешкає вздовж морського узбережжя. Живиться рибою та ракоподібними. За здобиччю пірнає на значну глибину. Зафіксований рекорд пірнання для георгійського пуфінура становить 48,6 м. Гніздиться на островах та важкодоступних місцях на скелястих берегах. Сезон розмноження триває у жовтні-лютому. Гніздо має вигляд невеликої ямки у землі або гуано. У гнізді одне яйце. Інкубація триває 44-52 дні.